# Vladimir Ceboksarov
Vladimir Ceboksarov (n. 30 decembrie 1951, Tiumen, RSFS Rusă, URSS) este un luptător ce a reprezentat URSS, medaliat olimpic. A participat la o ediție a Jocurilor Olimpice (1976) în care a câștigat o medalie de argint.

## Participări
Lista de mai jos prezintă principalele competiții la care a participat Vladimir Ceboksarov de-a lungul carierei.
- wrestling at the 1976 Summer Olympics – men's Greco-Roman 82 kg[*]